# Isocyamus deltobranchium
Isocyamus deltobranchium is een vlokreeftensoort uit de familie van de Cyamidae. De wetenschappelijke naam van de soort is voor het eerst geldig gepubliceerd in 1992 door Sedlak-Weinstein.